# NGC 3489

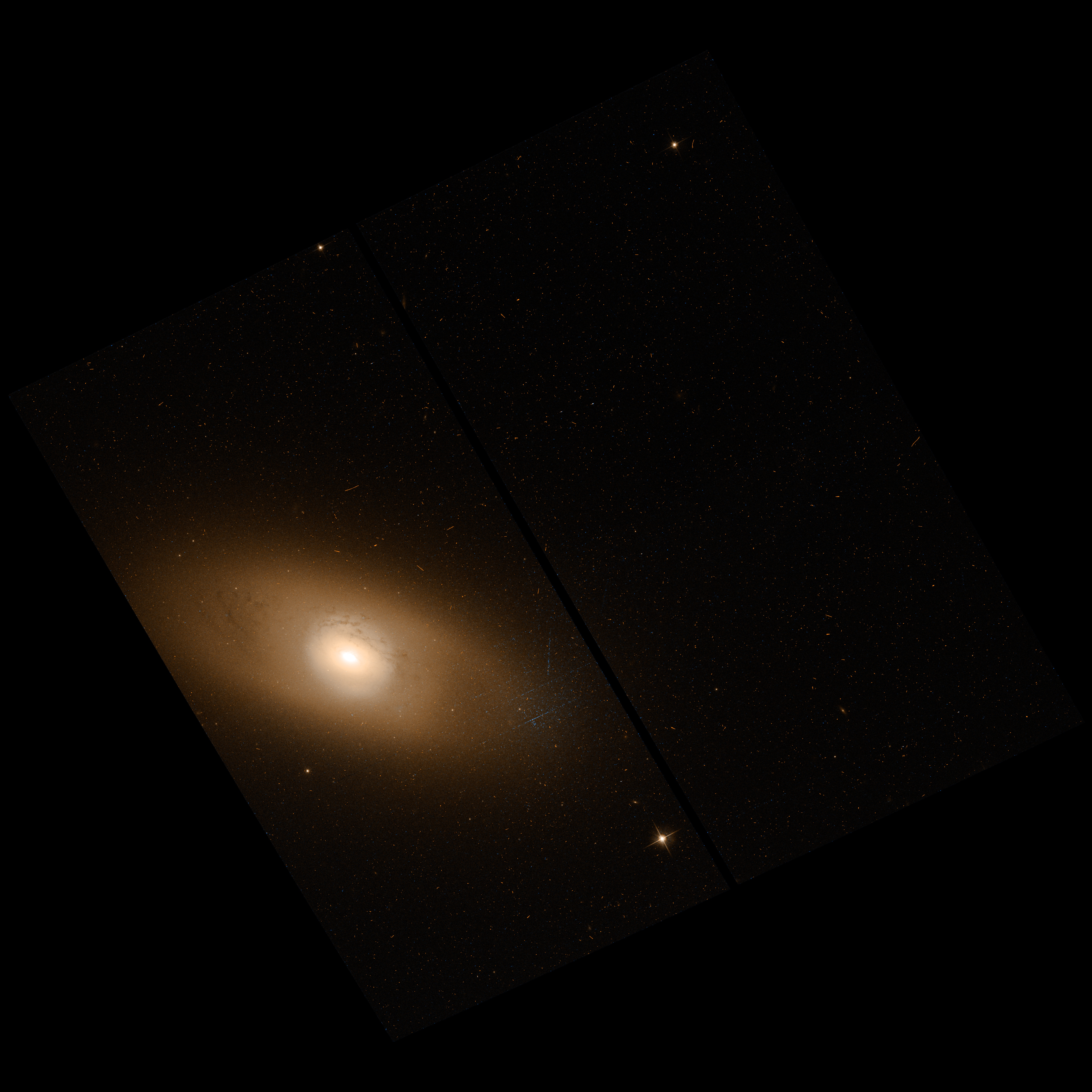
NGC 3489 par le télescope spatial Hubble.

NGC 3489 est une petite galaxie lenticulaire relativement rapprochée et située dans la constellation du Lion. NGC 3489 a été découverte par l'astronome germano-britannique William Herschel en 1784.

## Caractéristiques
NGC 3489 présente une large raie HI et c'est une galaxie active de type Seyfert. C'est aussi une galaxie LINER, c'est-à-dire une galaxie dont le noyau présente un spectre d'émission caractérisé par de larges raies d'atomes faiblement ionisés.

### Distance
Sa vitesse par rapport au fond diffus cosmologique est de 1 023 ± 24 km/s, ce qui correspond à une distance de Hubble de 15,1 ± 1,1 Mpc (∼49,3 millions d'al).
À ce jour, une quinzaine de mesures non basées sur le décalage vers le rouge (redshift) donnent une distance de 8,871 ± 2,529 Mpc (∼28,9 millions d'al), ce qui est à l'extérieur des valeurs de la distance de Hubble. Puisque cette galaxie est relativement rapprochée du Groupe local, il est probable que cette valeur soit plus près de la distance réelle de NGC 3489. Notons que c'est avec la valeur moyenne des mesures indépendantes, lorsqu'elles existent, que la base de données NASA/IPAC calcule le diamètre d'une galaxie.

## Le groupe de M96
La galaxie NGC 3489 fait partie du groupe de M96 (NGC 3368). Ce groupe de galaxies, aussi appelé par certains groupe du Lion I, contient au moins 12 galaxies dont NGC 3299, M95 (NGC 3351), M96 (NGC 3368), NGC 3377, M105 (NGC 3379) et NGC 3412. Le groupe de M96 est en réalité l'un des deux sous-groupes du groupe du Lion I. L'autre sous-groupe est le triplet du Lion constitué des galaxies M65 (NGC 3623), M66 (NGC 3627) et NGC 3628. Le groupe du Lion I est l'un des nombreux groupes du superamas de la Vierge.